# 五苯基铋
五苯基铋是一种金属有机化合物，化学式为Bi(C6H5)5，或简写为BiPh5。五苯基铋不稳定，室温下数日即完全分解。

## 制备
在-75℃，用苯基锂和[BiPh3]Cl2或[BiPh4]Cl反应可以得到五苯基铋：
Li(C6H5) + [Bi(C6H5)4]Cl → Bi(C6H5)5 + LiCl

## 化学性质
- 五苯基铋可以和卤化氢、卤素反应，产生苯或卤代苯，并形成季铋化合物[1]：

Bi(C6H5)5 + HX → [Bi(C6H5)4]X + C6H6
- 和三苯基硼反应，产生铋鎓盐：

Bi(C6H5)5 + B(C6H5)3 → [Bi(C6H5)4][B(C6H5)4]